# Septembre 1884

## Événements
- Queensland, Australie : deux cents policiers indigènes à cheval affrontent six cents guerriers kalkatungu sur la Battle Mountain et les matent définitivement grâce à leurs armes à feu.

- 4 septembre : oligarchie au pouvoir en Bolivie après le départ du général Narciso Campero qui n’a pas pu se maintenir à la suite de la défaite face au Chili dans la guerre du Pacifique.

## Naissances
- 1er septembre : « Bienvenida » (Manuel Mejías y Rapela), matador espagnol († 14 octobre 1964).
- 5 septembre : Harper B. Lee, matador américain († 26 juin 1941).
- 6 septembre : Julien Lahaut, homme politique belge († 18 août 1950).

## Décès
- 10 septembre : George Bentham, botaniste britannique (° 1800).